# Nicrophorus dauricus
Nicrophorus dauricus es un coleóptero de la familia de los sílfidos.